# Bahnhof Sohland
Der Bahnhof Sohland ist eine Betriebsstelle der Bahnstrecke Oberoderwitz–Wilthen auf dem Gemeindegebiet von Sohland an der Spree in Sachsen.

## Geschichte
1875 ging der Bahnhof mit Eröffnung des Streckenabschnitts zwischen Sohland und Ebersbach am 1. Mai dieses Jahres in Betrieb. Gut zwei Jahre war er Endbahnhof, bis am 1. September 1877 der Abschnitt von Sohland bis Wilthen eröffnet wurde. Bis 1946 war der Bahnhof Standort einer Bahnmeisterei.

## Beschreibung
Der Haltepunkt Sohland ist ein rückgebauter Bahnhof. Ursprünglich besaß der Bahnhof zwei Kreuzungsgleise mit Bahnsteigen, weitere drei Gleise für den Güterverkehr sowie einige Abstell- und Anschlussgleise. Das zweite Gleis des Bahnhofs wurde zusammen mit den beiden zuletzt vorhandenen Stellwerken W1 und B2 Ende 2008 außer Betrieb genommen und in der Folgezeit abgebaut. Das Stellwerk W1 am südlichen Bahnhofskopf wurde 2009 abgerissen. Die östlich gelegenen Gütergleise sind seitdem nur noch in südlicher Richtung angeschlossen und werden als Ausweichanschlussstelle betrieben. Im Güterverkehr wird ein Hersteller von Biokraftstoffen bedient.
Das Empfangsgebäude ist ein Typenbau, wie er auch auf anderen Bahnhöfen der Süd-Lausitzer Bahn errichtet wurde. Es hat zwei Kopfbauten mit Wohnungen und ein Mittelteil mit den Dienst- und Warteräumen. Das Gebäude steht unter Denkmalschutz und wurde 2015 in private Hand verkauft. Der neue Besitzer begann mit der Sanierung des Empfangsgebäudes, ein Teil der Kosten wurde mit Denkmalschutzmitteln gefördert. Es entstanden Wohnungen, im unteren Bereich soll Gewerbe einziehen (Stand 2023).

## Bahnsteige
Der Hausbahnsteig wurde aufgegeben. Der vorhandene Bahnsteig am durchgehenden Hauptgleis wurde im südlichen Teil modernisiert und hat eine Systemhöhe von 34 cm und eine Nutzlänge von 140 Metern.

## Verkehr
Der Bahnhof Sohland wird ausschließlich von Zügen des Nahverkehrs in der Relation Dresden – Zittau bedient. Auch in Fahrplanperioden, in denen auf der Strecke Züge des Fernverkehrs fuhren, zählte Sohland nicht zu den Bahnhöfen, die von diesen Zügen bedient wurden.	
Auf Druck einer örtlichen Bürgerinitiative bedienten seit dem Fahrplanwechsel im Dezember 2020 außer den zweistündlichen Regionalbahnen zwischen Dresden und Zittau in den Morgenstunden auch zwei RE-Züge Sohland in Richtung Dresden, ein RE-Zug hielt am Nachmittag in der Gegenrichtung. 2023 waren es in jeder Richtung drei RE-Züge. Damit besteht vor allem für Pendler eine schnellere Verbindung nach Dresden.
Seit Fahrplanwechsel am 11. Dezember 2023 ist Sohland auch regulärer Express-Halt. Bei einem Bürger- und Bahnhofsfest am 28. Januar 2024 wurde ein Triebwagen der Trilex auf den Namen Sohland a. d. Spree getauft.